# Frederik William Green
Frederik William Green (21. března 1869 – 1949) byl britský egyptolog, který pracoval na mnoha místech Egypta. Prováděl vykopávky v Hierakonpoli (starověký Nechen), kde spolu s J. E. Quibellem a svým týmem nalezl v roce 1898 Narmerovu paletu a další předměty nacházející se v tzv. hlavním depozitu.

## Život
Narodil se v Londýně na 21. března 1869. Studoval na Jesus College v Cambridge. Pokračoval ve studiích archeologie a egyptologie pod vedením Kurta Setha v Göttingenu a Štrasburku a poté prováděl výzkum na různých místech Egypta s Flindersem Petriem a Somersem Clarkem. V letech 1897–1898 pracoval s J. E. Quibellem v Hierakonpoli, kde nalezli mimo jiných předmětů také Narmerovu paletu. Sám pak prováděl vykopávky v Hierakonpoli v roce 1899.
v letech 1901–1902 prováděl vykopávky v Eileithyiaspoli s Clarkem a Archibaldem Saycem. Prováděl topografický výzkum v Nubii a průzkum místních památek. V letech 1929–1930 vedl vykopávky v Buchemu poblíž Armantu.
Zemřel v Great Shelford v Cambridgeshire v roce 1949.